# Medaliści igrzysk olimpijskich we wspinaczce sportowej

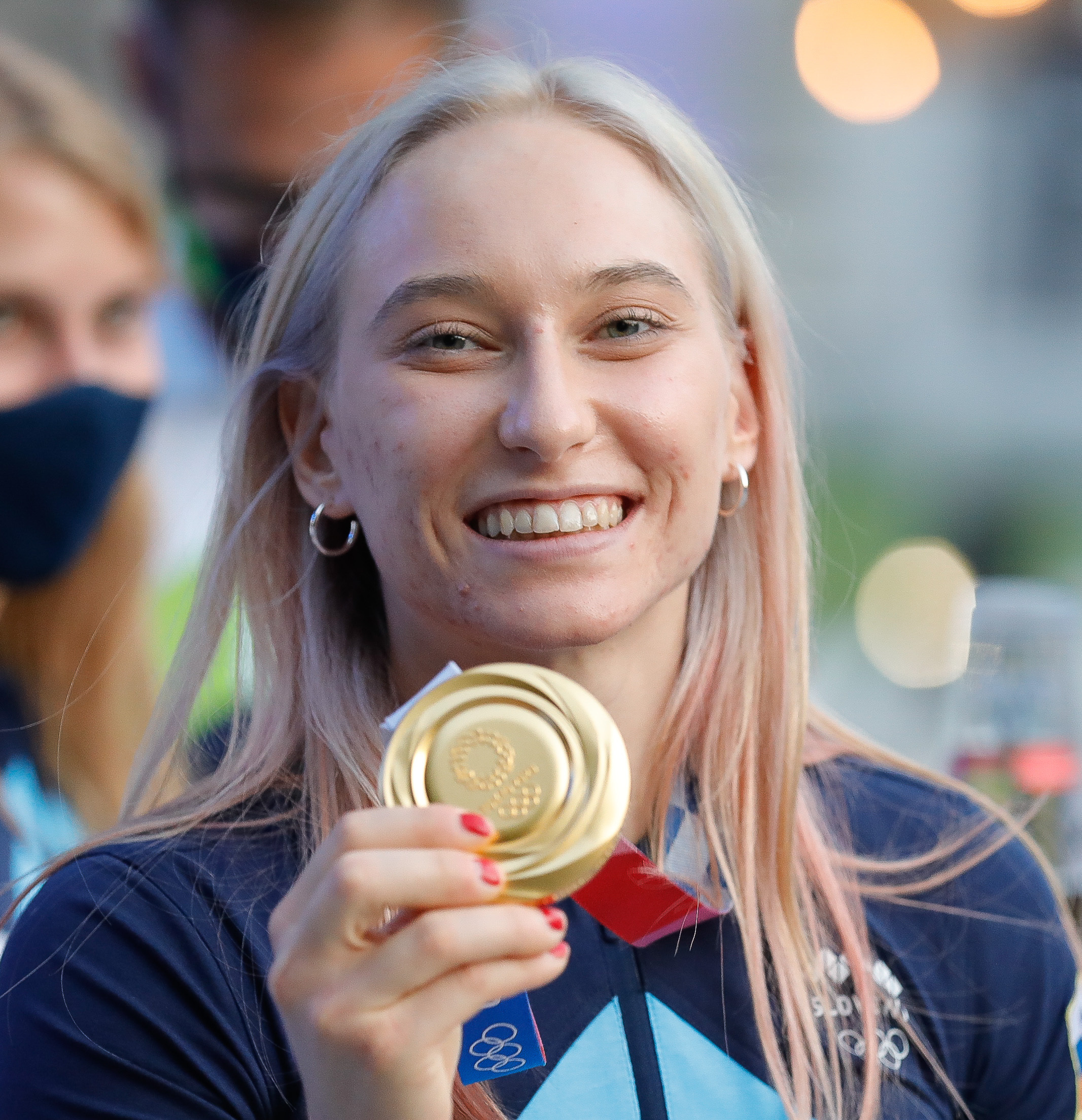
Janja Garnbret – dwukrotna mistrzyni olimpijska we wspinaczce sportowej

Medaliści igrzysk olimpijskich we wspinaczce sportowej – lista zawodników, którzy przynajmniej raz stanęli na podium zawodów olimpijskich we wspinaczce sportowej.
Wspinaczka sportowa zadebiutował na letnich igrzyskach olimpijskich w 2021 roku podczas igrzysk w Tokio. Rozegrano wówczas dwie konkurencje – wspinaczkę łączną kobiet i mężczyzn, na którą składał się bouldering, prowadzenie i wspinaczka na czas. Począwszy od turnieju w Paryżu ze wspinaczki łącznej wyłączono wspinaczkę na czas i rozegrano ją jako osobną konkurencję zarówno dla kobiet, jak i mężczyzn.
W klasyfikacji medalowej reprezentacji pierwsza jest Słowenia, która w dorobku posiada dwa złote medale. Druga jest Polska, z 1 złotym i 1 brązowym medalem, natomiast 3 miejsce zajmują ex aequo Hiszpania, Indonezja i Wielka Brytania – po jednym złotym medalu.
Oba złote medale dla Słowenii zdobyła Janja Garnbret, która jest również najbardziej utytułowaną zawodniczką we wspinaczce sportowej na igrzyskach olimpijskich. Wśród mężczyzn pierwsze miejsce ex aequo zajmują Hiszpan Alberto Ginés López, Indonezyjczyk Veddriq Leonardo i Brytyjczyk Toby Roberts, którzy zdobyli po 1 złotym medalu. Zawodnikiem, który zdobył najwięcej medali jest Austriak Jakob Schubert – wywalczył dwa brązowe medale.

## Medaliści chronologicznie

### Wspinaczka łączna kobiet
W poniższej tabeli przedstawiono wszystkie medalistki igrzysk olimpijskich we wspinaczce łącznej kobiet w latach 2021–2024.
| Rok i miejsce |          | Złoto          |                   | Srebro          |         | Brąz          | Źr.   |
| ------------- | -------- | -------------- | ----------------- | --------------- | ------- | ------------- | ----- |
| 2021, Tokio   | Słowenia | Janja Garnbret | Japonia           | Miho Nonaka     | Japonia | Akiyo Noguchi | [ 1 ] |
| 2024, Paryż   | Słowenia | Janja Garnbret | Stany Zjednoczone | Brooke Raboutou | Austria | Jessica Pilz  | [ 2 ] |

### Wspinaczka na czas kobiet
W poniższej tabeli przedstawiono wszystkie medalistki igrzysk olimpijskich we wspinaczce na czas kobiet w 2024 roku.
| Rok i miejsce |        | Złoto               |  | Srebro      |        | Brąz               | Źr.   |
| ------------- | ------ | ------------------- |  | ----------- | ------ | ------------------ | ----- |
| 2024, Paryż   | Polska | Aleksandra Mirosław |  | Deng Lijuan | Polska | Aleksandra Kałucka | [ 3 ] |

### Wspinaczka łączna mężczyzn
W poniższej tabeli przedstawiono wszystkich medalistów igrzysk olimpijskich we wspinaczce łącznej mężczyzn w latach 2021–2024.
| Rok i miejsce |                 | Złoto               |                   | Srebro            |         | Brąz           | Źr.   |
| ------------- | --------------- | ------------------- | ----------------- | ----------------- | ------- | -------------- | ----- |
| 2021, Tokio   | Hiszpania       | Alberto Ginés López | Stany Zjednoczone | Nathaniel Coleman | Austria | Jakob Schubert | [ 4 ] |
| 2024, Paryż   | Wielka Brytania | Toby Roberts        | Japonia           | Sorato Anraku     | Austria | Jakob Schubert | [ 5 ] |

### Wspinaczka na czas mężczyzn
W poniższej tabeli przedstawiono wszystkich medalistów igrzysk olimpijskich we wspinaczce na czas mężczyzn w 2024 roku.
| Rok i miejsce |           | Złoto            |  | Srebro  |                   | Brąz       | Źr.   |
| ------------- | --------- | ---------------- |  | ------- | ----------------- | ---------- | ----- |
| 2024, Paryż   | Indonezja | Veddriq Leonardo |  | Wu Peng | Stany Zjednoczone | Sam Watson | [ 6 ] |

## Klasyfikacje medalowe

### Klasyfikacja zawodników
W poniższym zestawieniu ujęto klasyfikację zawodników, którzy zdobyli przynajmniej jeden medal olimpijski we wspinaczce sportowej. W przypadku, gdy dwóch lub więcej zawodników zdobyło tę samą liczbę medali wszystkich kolorów, wzięto pod uwagę najpierw kolejność chronologiczną, a następnie porządek alfabetyczny.
| Miejsce | Zawodnik            | Reprezentacja     | Lata      | Złoto | Srebro | Brąz | Razem |
| ------- | ------------------- | ----------------- | --------- | ----- | ------ | ---- | ----- |
| 1.      | Alberto Ginés López | Hiszpania         | 2021      | 1     | –      | –    | 1     |
| 1.      | Veddriq Leonardo    | Indonezja         | 2024      | 1     | –      | –    | 1     |
| 1.      | Toby Roberts        | Wielka Brytania   | 2024      | 1     | –      | –    | 1     |
| 4.      | Nathaniel Coleman   | Stany Zjednoczone | 2021      | –     | 1      | –    | 1     |
| 4.      | Sorato Anraku       | Japonia           | 2024      | –     | 1      | –    | 1     |
| 4.      | Wu Peng             | ChRL              | 2024      | –     | 1      | –    | 1     |
| 7.      | Jakob Schubert      | Austria           | 2021–2024 | –     | –      | 2    | 2     |
| 8.      | Sam Watson          | Stany Zjednoczone | 2024      | –     | –      | 1    | 1     |

### Klasyfikacja zawodniczek
W poniższym zestawieniu ujęto klasyfikację zawodniczek, które zdobyły przynajmniej jeden medal olimpijski we wspinaczce sportowej. W przypadku, gdy dwie lub więcej zawodniczek zdobyło tę samą liczbę medali wszystkich kolorów, wzięto pod uwagę najpierw kolejność chronologiczną, a następnie porządek alfabetyczny.
| Miejsce | Zawodniczka         | Reprezentacja     | Lata      | Złoto | Srebro | Brąz | Razem |
| ------- | ------------------- | ----------------- | --------- | ----- | ------ | ---- | ----- |
| 1.      | Janja Garnbret      | Słowenia          | 2021–2024 | 2     | –      | –    | 2     |
| 2.      | Aleksandra Mirosław | Polska            | 2024      | 1     | –      | –    | 1     |
| 3.      | Miho Nonaka         | Japonia           | 2021      | –     | 1      | –    | 1     |
| 3.      | Deng Lijuan         | ChRL              | 2024      | –     | 1      | –    | 1     |
| 3.      | Brooke Raboutou     | Stany Zjednoczone | 2024      | –     | 1      | –    | 1     |
| 6.      | Akiyo Noguchi       | Japonia           | 2021      | –     | –      | 1    | 1     |
| 6.      | Aleksandra Kałucka  | Polska            | 2024      | –     | –      | 1    | 1     |
| 6.      | Jessica Pilz        | Austria           | 2024      | –     | –      | 1    | 1     |

### Klasyfikacja reprezentacji
Poniższa tabela przedstawia klasyfikację reprezentacji, które zdobyły przynajmniej jeden medal olimpijski we wspinaczce sportowej. Uwzględniono wspólnie medale zdobyte przez mężczyzn i kobiety.
| Miejsce | Reprezentacja     | Złoto | Srebro | Brąz | Razem |
| ------- | ----------------- | ----- | ------ | ---- | ----- |
| 1.      | Słowenia          | 2     | –      | –    | 2     |
| 2.      | Polska            | 1     | –      | 1    | 2     |
| 3.      | Hiszpania         | 1     | –      | –    | 1     |
| 3.      | Indonezja         | 1     | –      | –    | 1     |
| 3.      | Wielka Brytania   | 1     | –      | –    | 1     |
| 6.      | Japonia           | –     | 2      | 1    | 3     |
| 6.      | Stany Zjednoczone | –     | 2      | 1    | 3     |
| 8.      | ChRL              | –     | 2      | –    | 2     |
| 9.      | Austria           | –     | –      | 3    | 3     |

#### Klasyfikacja reprezentacji według lat
W poniższej tabeli zestawiono reprezentacje według liczby medali zdobytych we wspinaczce sportowej podczas kolejnych edycji letnich igrzysk olimpijskich. Przedstawiono sumę wszystkich medali (złotych, srebrnych i brązowych) we wszystkich konkurencjach łącznie.
| Reprezentacja     | '21 | '24 | suma |
| ----------------- | --- | --- | ---- |
| Austria           | 1   | 2   | 3    |
| ChRL              | –   | 2   | 2    |
| Hiszpania         | 1   | –   | 1    |
| Indonezja         | –   | 1   | 1    |
| Japonia           | 2   | 1   | 3    |
| Polska            | –   | 2   | 2    |
| Słowenia          | 1   | 1   | 2    |
| Stany Zjednoczone | 1   | 2   | 3    |
| Wielka Brytania   | –   | 1   | 1    |
| Suma              | 6   | 12  | 18   |

#### Klasyfikacja reprezentacji według konkurencji
W poniższej tabeli przedstawiono liczbę medali zdobytych przez poszczególne reprezentacje w konkurencjach we wspinaczce sportowej. Zastosowano następujące skróty:
- łączna – wspinaczka łączna,
- na czas – wspinaczka na czas.

| Reprezentacja     | łączna (k) | na czas (k) | łączna (m) | na czas (m) | Suma |
| ----------------- | ---------- | ----------- | ---------- | ----------- | ---- |
| Austria           | 1          | –           | 2          | –           | 3    |
| ChRL              | –          | 1           | –          | 1           | 2    |
| Hiszpania         | –          | –           | 1          | –           | 1    |
| Indonezja         | –          | –           | –          | 1           | 1    |
| Japonia           | 2          | –           | 1          | –           | 3    |
| Polska            | –          | 2           | –          | –           | 2    |
| Słowenia          | 2          | –           | –          | –           | 2    |
| Stany Zjednoczone | 1          | –           | 1          | 1           | 3    |
| Wielka Brytania   | –          | –           | 1          | –           | 1    |
| Suma              | 6          | 3           | 6          | 3           | 18   |